# Tulostome des brumes
Tulostoma brumale
Espèce
Le Tulostome des brumes, Tulostoma brumale est une espèce de petits champignons agaricomycètes assez proches des Vesses-de-loup. Il est localement commun dans les dunes.
Son chapeau (0,5 à 1 cm sur 0,5 à 0,8 cm) est légèrement déprimé au centre, il présente une ostiole (orifice par lequel sortent les spores) lisse, en tube, entourée d'un anneau.